# Ивао
Группа Ивао (Группа Высокой) — группа вулканов в южной части острова Уруп Большой Курильской гряды. Входит в хребет Криштофовича. Группа Высокой — это несколько хорошо сохранившихся сформированных в эпоху голоцена конусов вулканов. Группа состоит из трех молодых вулканов, которые сформировались вдоль линии северо-запад — юго-восток; 1426-метровая гора Высокая, являющаяся самой высокой точкой острова Уруп, находится в северо-западном конце этой цепи. Самый юго-восточный конус был разделён пополам ледниковой долиной, при этом было образовано озеро Высокое. Удлинённый конус центрального вулкана — Крутая гора — самый молодой вулкан, извергнутые им потоки вязкой лавы текли на восток.
Название в переводе с айнского означает «на горном хребте».